# 디스커스
디스커스(discus)는 남아메라카의 아마존강 유역이 원산지인 시클리드(Cichlids)의 속하는 관상어다. 디스커스는 원반 형태의 독특한 모양과 행동, 밝은 색과 무늬 때문에 민물 수족관에서 인가가 많으며 아시아 여러 나라에서 주요 양식 산업이다.
디스커스는 시클리드과 심피소돈속(Symphysodon)에 속하는 관상어이다. '디스커스'라는 이름은 생김새에서 보듯 원반(디스크)에서 유래했다.
원 서식지는 아마존 강 유역. 몸 길이는 성어 기준 20cm 이상. 수명은 보통 10년에서 12년 사이로 수질 조건과 다른 요인이 좋다면 16년까지 사는 경우도 있다. 부화 후 1년 간 성장이 가장 왕성하며, 1~2년에 성어로 성장한다. 종류에 따라 몸의 무늬, 색상이 다르며 시클리드과의 엔젤피쉬와 함께 오랫동안 몸의 색상과 무늬가 선명해지도록 개량되었다. 야생의 디스커스는 이에 비해 무늬가 수수하다.

## 디스커스 1840년부터 오늘날까지
1840년은 오스트리아 빈의 어류학자인 요한야곱 헤켈(Heckel)이 디스커스를 처음 발견해
Natteres's collection에 Symphysodon discus라는 학명으로 처음 기재한 해이다. 헤켈(Heckel)의 이름을 따서 아직도 애어가들 사이에서는 헤켈 디스커스라는 이름으로 불리고 있다. 1930년이 되어서야 비로소 디스커스가 미국이나 독일로 수입되기 시작했으며 일부 선택받은 귀족층에서만이 디스커스를 키울 수 있었다. 하지만 그들이 디스커스 부화에 성공하였는지의 여부는 파악할 길이 없으며, 그후의 보고서에 의하면 디스커스는 번식이 엔젤피쉬와 유사하다고 기록되어있는데 이 또한 디스커스의 부화를 늦추게 된 이유중의 하나일 것이다.
초창기에는 디스커스가 산란하자 마자 어미로부터 알을 보호한다는 생각으로 어미곁에서 알을 분리해 냈는데 아마도 알을 따로 인공적으로 부화시켜 보겠다는 심산이었을 것이다. 초기의 부화가들은 엔젤피쉬에 사용한 방법을 그대로 디스커스에 적용했었던 것이다.
1960년대가 되어서야 디스커스에 대한 과학적 정보가 전문지에 실리게 되었고 디스커스의 원산지인 남아메리카에 항공편이 개설되었다. 이로부터 디스커스의 원산지인 페루의 이퀴토스, 콜롬비아의 레티시아, 브라질의 마나우스, 벨렘등으로부터 디스커스의 수송이 전세계 각지로 가능케 되었다. 이때부터 디스커스의 보급은 확장일로로 치닫게 되었으며, 1970년대에는 디스커스 자연채집이 붐을 이루기도 했다. 이러한 자연산 디스커스는 현재 독일에서 판매되는 질 좋은 디스커스의 원류가 되었다. 부화자들의 세계 최고의 품질을 위한 오랜시간에 걸친 끊임없는 노력에 의해 세대가 지날수록 디스커스 본래의 특징을 간직한 채 색조는 더욱더 화려해지고 선명해 졌다. 이러한 여러사람들의 노력의 결과 오늘날 애어가들이 자기집 거실에서 화려한 디스커스들이 노니는 모습을 관상하게 된 것이다.

## 아마존의 생태
디스커스의 서식지는 남아메리카의 브라질, 페루, 콜롬비아. 베네수엘라에 걸쳐 펼쳐진 광활한 열대우림지역이다. 안데스 산맥에서 발원한 커다란 강줄기들과 거대한 열대우림의 모습들은 우리가 상상할 수 없을 정도의 광활하고 웅장한 모습이다.
강물의 색깔에 따라 화이트 워터(Whiter Water), 블랙 워터(Black Water), 클이어 워터(Clear Water)로 분류된다. White Water를 갖는 강으로는 아마존강, 솔리모스강, 리오마데라강, 리오블랑코강 등이 있고 Clear Water를 갖는 강으로는 리오타파요스강, 리오칭쿠강 등이 있으며 리오네그로강과 리오쿠루루강 등이 Black Water에 속한다.
White Water는 연노란색을 보이는 혼탁한 강으로 투명도가 몇 인치밖에 이르지 못한다. 안데스산맥에서 흘러내리는 이 Whiter Water는 많은 퇴적물을 아마존강으로 실어내 결국 대서양으로 운반해 주는 역할을 한다. White Water의 pH(수소이온농도)값은 중성에 약간 못 미치며 전기전도도는 매우 높아 30-60μs정도이다. White Water 때문에 해변에 쌓이는 퇴적물로 인해 수질은 변화를 계속 거듭한다.
Black Water는 올리브색 보다 더 짙은 갈색을 띠며 투명도는 1.5m정도로 쾌 높은편이고 전기전도도는 10-20μs, pH는 4.5정도의 산성이다.
Clear Water는 푸르스름한 빛깔을 띄며 투명도는 4m정도로 제일 높으며 전해질 농도가 낮기 때문에 낮은 수준의 전기전도도를 나타내며 pH는 5에서 6정도이다.
우기가 되면 광활한 아마존 유역이 일시적으로 물에 잠기게 되는데 이때 디스커스가 산란하기에 적당한 조그만 웅덩이들이 많이 생겨나게 된다. 나무 그늘에 가려지지 않아 태양에 노출되어 있는 웅덩이의 온도는 32°C 정도이며 이런 온도는 디스커스의 산란에 매우 적당하다. 또 이런 환경에서 갓 부화한 새끼들의 먹이로 이용되는 인푸소리아와 같은 미생물들의 번식이 왕성해진다.
아마존의 우기는 12월에 시작된다. 강물의 수위는 1, 2월중에 최고이고, 10, 11월중 최저수위를 기록하며 강물의 범람은 6월까지 계속된다. 우기 때 아마존강의 좁은 Black Water수로에서 디스커스를 채집하며 채집기간과 야생 디스커스 수출시즌은 10월에서 3월까지이다. 5월부터 8월까지는 채집이 이루어지지 않는다. 디스커스를 채집한다는 일은 쉬운일이라고 할 수 없다. 옛날 방식인 그물을 고정시켜놓고 채집하는 방법은 성가신 준비작업을 필요로 하며 또한 사후처리도 해야 한다. 그물을 말뚝에 박아 고정시킨 후 그물안에 있는 나무조각, 뿌리, 나무가지등은 깨끗이 치워줘야 한다. 이렇게 하고 난 후에야 비로서 디스커스 채집작업을 행할 수 있다. 밤에 손전등을 이용해서 디스커스를 포획하는 것도 매우 인기있는 방법인데 디스커스를 전등으로 교란시켜 채집하는 원리이다.
하여간 아마존에서 채집된 디스커스가 주로 미국으로 실려가면서부터 유럽의 야생 디스커스 시장은 침체기에 빠져있다.

## 디스커스의 종류, 학명 이름
디스커스는 4가지 종으로 구분되지만, 확실하게 구별한다는 것은 쉬운 일이 아니다.
디스커스 애호가라면 야생 디스커스를 대략 구분할 수 있다. 우선 헤켈 디스커스는 학명으로 Symphysodon discus라고 하고, 이 종은 다섯번째 줄무늬가 굵고 짙으며 첫번째 줄무늬와 마지막 줄무늬 역시 굵고 짙은것이 특징이다.

헤켈 디스커스는 붉은색에서 청록색에 이르는 아주 아름다운 바탕색을 가지고 있다. 짙은 청록색의 야생 디스커스는 보기에 따라 아름답게 느껴질 수도 있다. 아시아에서는 청록색을 얻기 위해 잡종교배가 활발히 이루어지기도 한다. 그렇지만 줄무늬를 없애려는 잡종교배는 완벽한 성공을 이루지 못하고 있다. 헤켈 디스커스는 폼파도르 디스커스, 블루헤켈 또는 래드 헤켈이라는 이름으로 판매되고 있다.
브라운 디스커스는 Symphysodon aequifasciatus axelrodi(간단히 심포소돈 악셀로디)라는 학명을 갖고 있으며, 이 야생종은 이미 1969년대나 70년대 이미 애어가들에게 널리 보급되었으며 현존하는 디스커스의 조상이라고 말할 수도 있다. 몸 색깔은 밝은 갈색이거나 어두운 갈색이며, 머리나 등, 배지느러미에 약간 푸른 줄무늬를 가지고 있고 또한 눈 부위나 꼬리지느러미에 수직 줄무늬를 가지며 항문 주위의 지느러미는 붉은색을 띤다.
붉은 바탕에 붉은 색조를 띤 디스커스를 레드 디스커스라고 부르는데 드물다. 그러나 이런 색조를 띤 디스커스는 쉽게 생산되지 않으며, 아시아 지역에서 나오는 디스커스들을 레드 디스커스라고 말하기는 하나 주로 특수한 먹이에 의한 것이므로 사료를 바꾸면 색상도 빠지게 된다.
모든 야생 디스커스와 같이 디스커스눈의 색깔은 빨간색에서 오렌지색을 거쳐 노란색으로 변한다. 디스커스 부화자들은 일반적으로 빨간눈을 가진 디스커스를 부화용으로 선택한다.
세번쩨에는 그린 디스커스인데 학명으로는 Symphysodon aequifasciatus라고 하며 일반적으로 펠레그린 디스커스라고 한다. 이 디스커스는 1903년 펠레그린에 의해서 명명되었다. 일반적으로 그린 디스커스는 초록빛과 갈색을 띠는 기본 바탕색을 갖고 있으며, 등 부위와 배 부위 주변에 초록색 줄무늬를 갖는다. 특히 몸 전체 구석구석이 초록색이나 밝은 청록색 줄무늬를 가진 그린 디스커스를 펠레그린 디스커스 혹은, 로얄 그린 디스커스라고 부른다.
이 종류의 변종으로 테페(Tefe) 디스커스라는 것이 있는데, 이 변종의 특징은 첫번째와 마지막번째의 수직 줄무늬가 특히 두드러지고 붉은점이 몸전체 특히, 배부위에 밀집 퍼져 있다는 것이다. 이 종은 구하기가 어려워서 희소가치가 매우 높다. 밝은 청록색을 띤 종류들은 야생 디스커스에서부터 개량된 것이며, 이제는 디스커스의 표준이 되었다. 특히 독일에서는 디스커스시장의 대부분을 청록새 디스커스가 차지하게 되었다.

네번째 종류의 디스커스는 Symphysodon aequifasciatus haraldi라는 학명을 가진 블루 디스커스이다. 이 종은 몸 바탕색에 있어서 브라운 디스커스와 매우 유사하며 특히 머리 부위가 자주색을 띠며 등과 배, 머리부분에 푸른색 가로 줄무늬가 아름답게 펼쳐져 있어 가히 충격적인 외모를 갖고 있다고 할 수 있다. 이러한 이유로 해서 처음 이종이 채집되었을 때 로얄 블루라는 이름이 붙여졌다. 수년간 이 종이 디스커스의 왕자 자리를 차지했었지만 오늘날 너무나도 널리 퍼져있어 일반 가정에서마저도 코발트블루를 생산해내고 있는 실정이다. 코발트블루 디스커스는 광택있는 금속성의 코발트 블루 색조가 온몸에 골고루 펼쳐 있는 상태이며 일반 애어가들의 탄성을 자아낸다.
지금까지 언급한 4종류의 디스커스는 현재 우리가 사용하고 있는 다양한 종류의 디스커스들의 조상이라고 할 수 있겠다. 디스커스의 전형적인 외관이나 특징을 보존 유지시키는 것은 인류의 의무중의 하나다. 어떤 디스커스가 완벽한 외관과 깨끗하고 화려한 색조를 갖고 있다면 사실 그것의 유래가 블루 디스커스로 부터인지, 그린 디스커스로부터인지는 그렇게 중요하지 않다. 단지 중요한 것은 디스커스라는 기본틀 내에서의 완벽한 외관과 화려하고 깨끗한 색조이어야만 된다는 것이다. 예를 들면 화려한 색조에 큰 눈을 가지며 신체의 발달이 비정상적인 디스커스가 우리의 목적이 아니라는 이야기다.
가끔 일부 부화자들에 의해 화려한 색상과 기이한 무늬등이 보고되기도 하는데 이런 대부분의 경우 생명이 짧으며 만약 청록색 디스커스의 몸에 빨간색이 보인다고 해서 레드 디스커스라고 명명하는등과 같은 실수는 하지 않아야겠다. 예를 들면 알비노 디스커스, 일렉트릭블루 디스커스, 코발트 디스커스, 고스트 디스커스, 페루비안 그린 디스커스, 집시 디스커스, 레드 펄 디스커스 그리고 스폿티드 블루 디스커스 등등처럼 짧은 기간동안 나타났다가 사라져 버린 예는 수없이 많다.

## 채집에서 어항까지
가정에서 부화시킨 디스커스 외에 아직도 많은 양의 디스커스가 야생에서 직접 채집되어 전세계 수족관으로 수입되어 들어오고 있다.
질 좋은 야생 디스커스를 대량으로 수입하던 황금시대는 이미 과거의 일이 되어버렸지만 로얄블루 같은 종들은 공급이 딸리므로 아직도 많은 업자들은 질 좋은 야생종을 많이 수입하고 있다. 그러나 근자에 들어 블루나 테페 디스커스 종은 구하기가 힘들므로 별 재미를 못보고 있다.
브라질의 레티시아, 벨렘, 마나우스 등지는 디스커스 수출지역으로 유명한데 여기서는 잡은 디스커스를 모아서 분류하고 탁송할 때까지 축양시킨다. 디스커스를 수출하면 돈이 생기니까 디스커스를 건강하게 보관하기 위해 노력을 기울인다. 커다란 플라스틱 통이나 타일을 붙힌 탱크 등에 보관 수송하기도 한다. 또 수송주에 디스커스들이 배설하게 되면 수질이 급격히 악화될수 있으므로 수송 3일전부터는 굶겨서 장이 비어 있게끔 해야 한다. 이런 준비가 끝나면 디스커스는 중간 크기 이상의 놈들은 봉지 하나에 한마리씩만 넣어야 한다. 물의 높이는 디스커스 크기 만큼의 높이면 충분하다. 산소를 투입해 주면 일반적으로 48시간 정도의 수송에 문제가 없으며 온도의 변화를 막기위해 봉지를 스치로풀 상자에 넣고 테이프로 밀봉해야 한다.
탁송 몇 시간전에 디스커스를 포장해서 공항까지 운반하고 공항에서 통관절차를 밟는 시간, 비행시간, 도착후 통관절차에 따르는 시간등등은 약 36시간에서부터 48시간 이상이 걸리게 된다. 여기에다가 또 수입상에서 소매상까지 오는 과정등을 생각한다면 막상 애어가 손에 오기까지 디스커스는 숱한 스트레스를 받게 된다는 것은 자명한 일이다. 수입된 디스커스가 소매상의 수조환경에 차츰 적응하고 정상적으로 테트라비트를 먹게되면 원산지로부터 시작된 디스커스의 긴 여행을 마쳤다고 보며 일반 애어가의 어항으로 들어가게 된다. 이런 여러과정을 겪어 애어가의 수조에 들어가게 된 디스커스는 지나 4-6주간을 어느정도 속박된 상태에서 보낸 셈이다. 이 기간동안 최소한 3번 이상의 전체 물갈이를 경험했을 것이며 이로인한 수질변화의 문제와 먹이공급 또한 적절하지 못했을 것이다. 이제 애어가가 해야할 일은 디스커스가 자연상태에 있었을 때 처럼, 건강과 아름다움을 되찾도록 도움을 주는 것이다. 이러한 일은 자신의 취미에 대한 세심한 배려와 사랑이 없이는 불가능하다. 아무래도 이 일은 경험이 많은 애어가들에게 적당한 일이며 초보자인 경우 자국산 디스커스부터 시작하는 것이 좋다.
수천마리의 디스커스 치어들이 아시아의 홍콩, 태국, 싱가폴 등지로부터 유럽으로 반입되어 있고 트리니다드나 쟈마이카에서 생산되는 디스커스들은 전량 미국으로 수출된다.
홍콩, 방콕, 싱가폴 등지의 수질은 디스커스 부화에 매우 이상적이다. 예를 들면 홍콩의 수질은 연수이며 pH는 7이상이지만 번식을 위해서는 pH값을 약간만 떨어트려 주면 해결된다. 이곳에서는 하루에 한번씩 최소 50% 물을 환수시켜 주므로 여과기를 사용할 필요도 없고, 자연적으로 디스커스의 번식과 성장에 매우 이상적인 조건을 제공하게 된다. 산란시킬 암수 한쌍은 약 80리터짜리의 작은 수조로 옮겨주어야 하며, 더불어 산란용 난분도 넣어준다.
생먹이는 각 나라마다 매우 다양하고 풍부한데 작은 물벼룩 같은 것은 주로 디스커스 치어 먹이로 애용된다. 실지렁이나 모기유충(장구벌레) 혹은 민물새우 같은 것들이 이용되기도 하는데, 전세계적으로 공해물질이 다량 포함되어 있으므로 사용에 주의해야 한다. 특이한 먹이로서는 마크로 브라키움 로센버기라는 게의 알이 있는데, 붉은 색을 띠는 이 알은 캐로틴을 다량 함유하고 있어서 디스커스가 휠씬 빨간색을 낼수 있게 된다. 물론 이 먹이를 중단시키면 붉은 색은 곧 사라진다. 아시아 지역에서 생산되는 모든 디스커스의 원조는 브라운과 블루이며 때때로 헤켈 디스커스도 이용된다. 아직까지 훌륭한 디스커스 종자는 드물며 그래서 가정에서 생산되는 디스커스가 품질면에서 호평을 받는다.

## 오늘날의 디스커스
디스커스 번식에 있어 어느정도 전문적 수준에 이른 디스커스 부화가들이라 할지라도 디스커스를 대량 부화 시키는 데는 아직 초보자라고 할 수 있다. 물론 이런 사람들에게도 차이점은 있다. 일부 부화가들은 취미의 차원에서 디스커스의 부화를 시도하며 이것은 하나의 도전이기도 하다. 이런 부류의 부화가들은 성공적으로 번식된 치어를 판매하기도 한다. 물론 이득이야 있지만 고작해야 부화시키는데 들어간 비용을 상쇄시키는 정도에 불과하다. 또 이런 부화가들이 아예 사업목적으로 시도하다가는 십중팔구 적자를 보게 된다. 전문적인 부화가들은 대량 생산을 하며 어떤 수준 이상의 디스커스를 생산하려고 노력한다. 이런한 전문 부화가들은 개인에게도 판매 하지만, 대부분의 경우에 있어 대량생산한 치어들을 도매상에 판매한다. 여기서 중요한 것은 치어가 생후 6주 되었을 때 판매해야 한다는 점이다. 물론 사전 판매 계약도 필요할 것이다. 요즘음은 자국내에서 생산된 디스커스가 붐을 이루고 있는 실정이다.
불행하게도 독일으 소, 도매상들은 양질의 치어를 많이 확보하고 있지 못하다. 그 종의 특성을 잘 갖추고 건강하고 우수한 개체의 숫자가 적어 전문 부화가들의 수요에도 못 미칠 정도여서 양질의 치어 부족 사태는 계속되고 있다. 이러한 우수한 개체는 치어의 크기가 3-6cm정도일 때 발견해 내기 쉬우며 6-8개월 자라 중간 크기의 디스커스가 되었을 때는 여러 가지 이점이 있음에도 불구하고 우수한 개체의 발견에는 늦은감이 있다. 세심하게 관찰하여 3-6cm정도로 치어가 성장했을 때 색상과 체형등의 일반적인 특징들을 잘 고려해 종어로 사용할 개체를 골라 사육하면 수개월 후 튼튼하고 활기 넘치는 종어를 꽤 많이 확보할 것이다.
발색이 뛰어난 어미 디스커스를 얻는다는 것은 쉬운 일이 아니다. 가끔 선전에 요란한데 실제와 차이가 많이 나는 경우가 있다. 디스커스는 쉽게 자라지 않는다. 또한 그 크기 때문에 6개월 이상된 놈들을 좁은 어하에서 키울 수도 없다. 원래 디스커스는 매우 호전적이어서 12마리 정도의 치어를 함께 어항에 넣고 키우면 어느 틈엔가 반드시 힘의 과시와 텃세 다툼을 위해 싸움을 일삼는 것이 관찰된다. 그러므로 결국 한 마리당 물 30-50리터 정도의 공간을 확보해 주어야 한다. 혹시 정성과 시간을 투여해서 자신의 수조에서 성어를 키워내는 애어가가 있다면 주인은 이 성어를 팔려고 하지 않을 것이다. 왜냐하면 그는 짝을 지어서 산란시켜 자신이 직접 치어를 생산하고자 하기 때문이다.
디스커스 애어가들 사이에는 멋진 색조를 가진 우수한 종어의 판매가 이루어 지고 있다. 요즘 선호되는 색상의 추세는 터콰이즈 종이다. 이중에서도 줄무늬가 있는 성어는 특히 선호되고 있다. 금속성의 색상을 가진 솔리드 터콰이즈는 수량이 적기 때문에 보편화되어 있지 않고 있다. 레드 터콰이즈 역시 선호되고 있지만 이런 종류의 색상은 수질 내 철분 함유량등과 같은 물의 조성과도 영향이 있다. 따라서 다른 애어가의 수조에서 길러지면 이러한 색조를 잃고마는 경우가 종종있다. 물론 물의 조성이 다르기 때문에 생긴 결과이다.
다른 것들은 별로 인기를 끌지 못하고 있는데 심지어 브라운이나 그린같은 것은 팔리지 않고 있다. 그러나 수초와 유목들 사이를 유유히 거니는 성숙한 브라운 디스커스는 가히 수족관의 왕자라 할 수도 있다.
디스커스 애어가들의 숫자는 점점 늘어나고 있는 추세이지만 국내에서 부화되는 치어들의 품질은 썩 나아지고 있지 않다. 국내에서 부화되는 치어의 품질이 높아지면 값비싼 야생종의 수요도 줄어들 것이다, 카나리아나 앵무새 또는 무지게 송어등의 예가 말해 주듯이 디스커스도 하루 빨리 완벽한 인공번식에 성공해 디스커스의 자연 생태계가 보호되도록 하여야 할 것이다.

## 독일산 디스커스와 그 품질
미국의 디스커스 부화업자인 잭 와틀리는 디스커스 종자 구입차 종종 독일을 방문한다. 독일에서 부화시킨 디스커스는 세계적으로 인기가 높아 벨기에, 네델란드, 영국, 미국, 카나다, 일본 등지로 수출되기도 한다.
1980년도에 이르러서 독일에서는 이미 부화자들이 디스커스를 대량으로 부화하게 되었고 그 결과 독일에서 생산된 품질이 우수한 많은 양의 치어들을 소비자들에게 공급하게 되었다. 특히 로얄 블루와 터콰이즈종들이 이 열대어 시장을 리드하기 시작했으며 터콰이즈의 대량 생산으로 말미암아 오히려 브라운디스커스의 품귀 현상 마저 일어나게 되었다.
여러 해에 걸친 인위적인 교배의 결과로 인해 자연산 디스커스에서 찾아볼 수 없는 아름답고 선명한 디스커스가 출현하기 시작했으며 이는 디스커스 부화가들의 개척자적인 선택교배에 의한 것이다. 현재 디스커스 번식에 있어서 가장 애로점은 산란용 어미의 선택에 있다고 볼 수 있다. 색상은 그런대로 갖고 있다 하더라도 둥그런 정통적인 체형을 간직하고 있지를 못하고, 휠씬 길쭉한 체형을 갖는 디스커스들이 점점 늘어나고 있기 때문이다. 이런 외형은 자라는 동안 받게 되는 여러 종류의 충격에 의해서 초래되는 경우가 종종 있다. 물론 이런 후천적인 형질은 유전되지 않는다 하더라도 새끼들이 생후 1개월이 되기전에 어떤 충격이나 질병을 받게 되면 돌이킬 수 없이 그러한 외형을 가진 성어로 성장하고 만다. 그러므로 부화자들은 세심한 주의를 갖고 치어를 보살펴야 한다. 독일에서 생산되는 디스커스는 매우 표준적이므로 그 품질을 믿어 의심할 바 없다.

## 정말, 디스커스 어려운가?
왜 디스커스는 까다로운 물고기로 취급되는 것일까? 왜 아직도 많은 열대어 사육가들이 디스커스가 전문가들만이 키울수 있는 고기라고 생가하는가? 왜 디스커스는 질병에 약하다는 소리를 듣고 있을까?
이 모든것에 대한 답변이 이제부터 나온다.
디스커스 사육가가 가장 중요하게 여겨야 할 것은 바로 물이다. 디스커스는 자연상태에서 부유물질이 많이 혼합되어 있고 경도가 매우 낮은 연수에서 서식한다. 물속에 들어있는 이러한 부유물질은 디스커스 성장에 있어 필수적인 역할을 수행한다. 그렇다고 해서 이런 것들을 너무 많이 넣어주게 되면, 물이 갈색으로 변해버리고 급기야 혼탁도가 매우 증가해서 수족관의 아름다운 정경을 망쳐버리는 수도 있다. 어항안의 경도는 10'-15'이하가 적당하며, 산란시에는 더 낮춰져야 한다. 물론 이때는 이탄(에피토프), 미량원소, 복합비타민제 등을 물속에 투여해 줘야 한다.
어항내 pH값에는 세밀한 신경을 써야 한다. 디스커스에 적합한 pH는 6-7정도의 약산성이다. 여기서 중요한 것은 약품등을 사용해서 갑작스럽게 pH를 떨어트리는 일을 피해야 한다는 것이다. 조그만 실수일지라도 막상 디스커스에게는 치명적이 될 수도 있다. 만약 물이 연수라면 pH값이 떨어질 수도 있다. pH값을 조정할 경우 이탄(에피토프)을 통해 물이 여과되도록 하는 것이 갑작스러운 충격을 피하는 최상의 방법이다.
산란이나 부화를 위해서는 약산성의 조건이 중요한데 그렇다고 해도 pH값이 5이하로 떨어져서는 곤란하다. 항시 물을 약 산성화 시킬 때는 이탄(에피토프)을 사용해서 조절하는 것이 원칙이며 이 이탄(에피토프)은 산란된 알에게도 영양을 공급해 주는 이점이 있다. 또한 디스커스 사육가들은 수온의 변화를 면밀하게 살펴야 한다. 디스커스는 28°C~30°C정도의 미지근한 물을 선호하며 27°C이하로 떨어지지 않게 한다. 디스커스에게 최적의 환경을 만들어 주려면 하루 걸러 수온을 천천히 30°C~32°C까지 높혀 주었다가 다시금 원래의 수온으로 되돌리는 방법을 사용해서 매일 반복해 주면 된다.
수온의 변화는 디스커스의 산란을 촉진시킨다. 평소보다 물이 따뜻하거나 찰 경우 디스커스의 구애행동이나 산란이 촉진되게 된다. 물론 이런한 것은 산란할 수 있는 태세가 되어 있는 성어의 경우이다.
어항이 작은 경우 세균에 의한 감염으로부터 물고기를 보호하기가 무척 어렵다. 이런 경우 물갈이를 자주 해주는 것이 가장 좋은 해결 방법이다. 이와 같이 수족관내의 물고기의 수가 너무 많거나 물의 용량이 모자라면 아질산염이나 질산염과 같은 복합물질의 농도가 쉽게 높아지게 된다.
이러한 해독성 물질은 물갈이를 종종 해주거나 이온교환기를 수조에 설치함으로써 해결할 수 있다. 이러한 이온교환기(Ion-Exchanger)내에 들어 있는 수지는 pH를 6~7사이로 조절하는 기능도 갖고 있다.
당연한 이야기지만 디스커스가 편히 생활하기 위해서는 적절한 먹이 공급이 매우 중요하다. 그러나 먹이를 주다보면 과연 이 먹이가 디스커스가 자연상태에서 즐겨먹는 먹이인가를 간과하는 수가 있다. 디스커스는 주로 감마루스라고 불리는 민물새우를 주식으로 하고 있으며 이외에도 이끼등을 섭취한다.
먹이를 다양하게 먹이는 일처럼 중요한 일이 없는데 여러 성분의 먹이를 투여해야함은 두말할 나위가 없다. 단일성분의 먹이만 공급해주면 디스커스가 산란할 기미를 보이지 않기도 한다. 사료먹이의 종류로는 테트라사가 생산하는 테트라비트, 델리카감마루스, 테트라팁등의 건조사료는 디스커스가 필요로 하는 영양분이 충분히 포함되어 있으며 특히 비타민과 무기질이 보강되어 있기에 더 할 나위없이 훌륭한 사료이다.

## 번식
디스커스 부화를 전문적으로 하는 일과 디스커스를 그저 감상만 하는 일은 입장서부터 다르다. 디스커스를 부화하는 일은 굉장한 애정과 관심을 필요로 하는 작업이다. 디스커스의 부화를 그저 심심풀이 정도로 생각하면 항시 실패만 있을 뿐이다.
디스커스 부화에는 많은 시간이 소요된다. 최소 3~4개의 어항이 필요하며, 어떤 날은 사용해야 하는 물의 양이 500~1,000리터 정도가 되기도 한다. 매일 물을 갈아준다거나 먹이를 투여해주는 시간도 적지 않게 들어간다. 어떤이들은 하루종일 어항앞에서 지내기까지도 한다. 부화를 개시할 때 1개의 수조만으로는 부족하다. 왜냐하면 산란된 알을 분류하기 위해서 수조가 추가로 필요하기 때문이다. 알을 부화시키는 과정에서 만약 어미끼리 다투면 알을 빨리 분리시켜 주어야 하므로 이 용도를 위해서라도 또 하나의 수조가 필요한 것이다. 또 마지막으로 알에서 깨어나오는 새끼들을 양육시키기 위해서라도 큰 수조를 필요로 한다. 두쌍의 어미가 동시에 부화를 하게 되면 사육수조도 2개가 소요된다. 일반적인 수족관에서 많은 수의 디스커스를 계속적으로 키울 수가 없기 때문에 빨리 일정량의 치어를 판매하거나 새로 수조를 꾸며야 한다. 이러한 과정등을 통해 디스커스 부화에 필요한 여러 가지 설비가 천천히 제기능을 발휘하게 되는 것이다.
디스커스 부화의 목적은 새로운 색조의 창조와 전형적인 체형의 디스커스를 개발하는 것이다. 그렇지만 이것은 결코 쉬운 일이 아니다. 초보자에게 있어서 디스커스의 부화성공은 어미 디스커스의 품질등을 무시한체 계속적으로 부화를 시켜보게 유혹을 하는 요인이 된다. 터콰이즈 디스커스와 브라운 디스커스 사이의 교배에서는 아무런 성과가 없다. 현재 유럽시장에서는 브라운 디스커스를 찾아 본다는 것은 쉬운 일이 아니다. 물론 가장 인기리에 판매되고 있는 것은 터콰이즈 디스커스이다.

## 하위 종
- Symphysodon aequifasciatus
  - Symphysodon aequifasciatus axelrodi
  - Symphysodon aequifasciatus haraldi
- Symphysodon discus
- Symphysodon tarzoo

## 사진

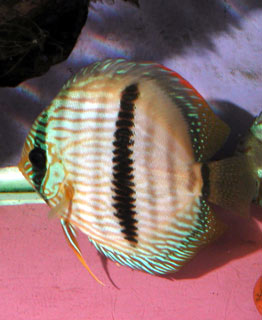
헤켈 디스커스
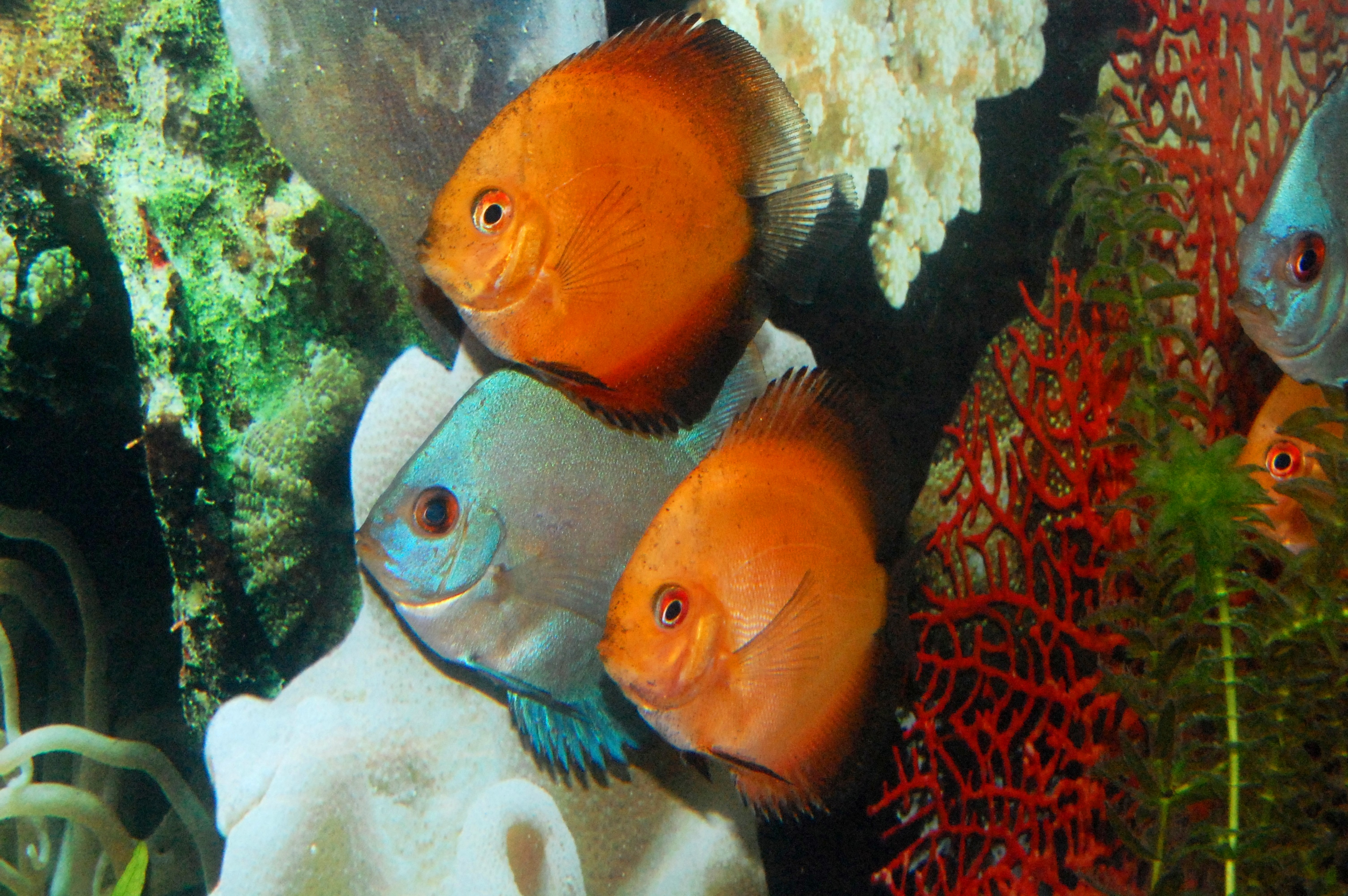
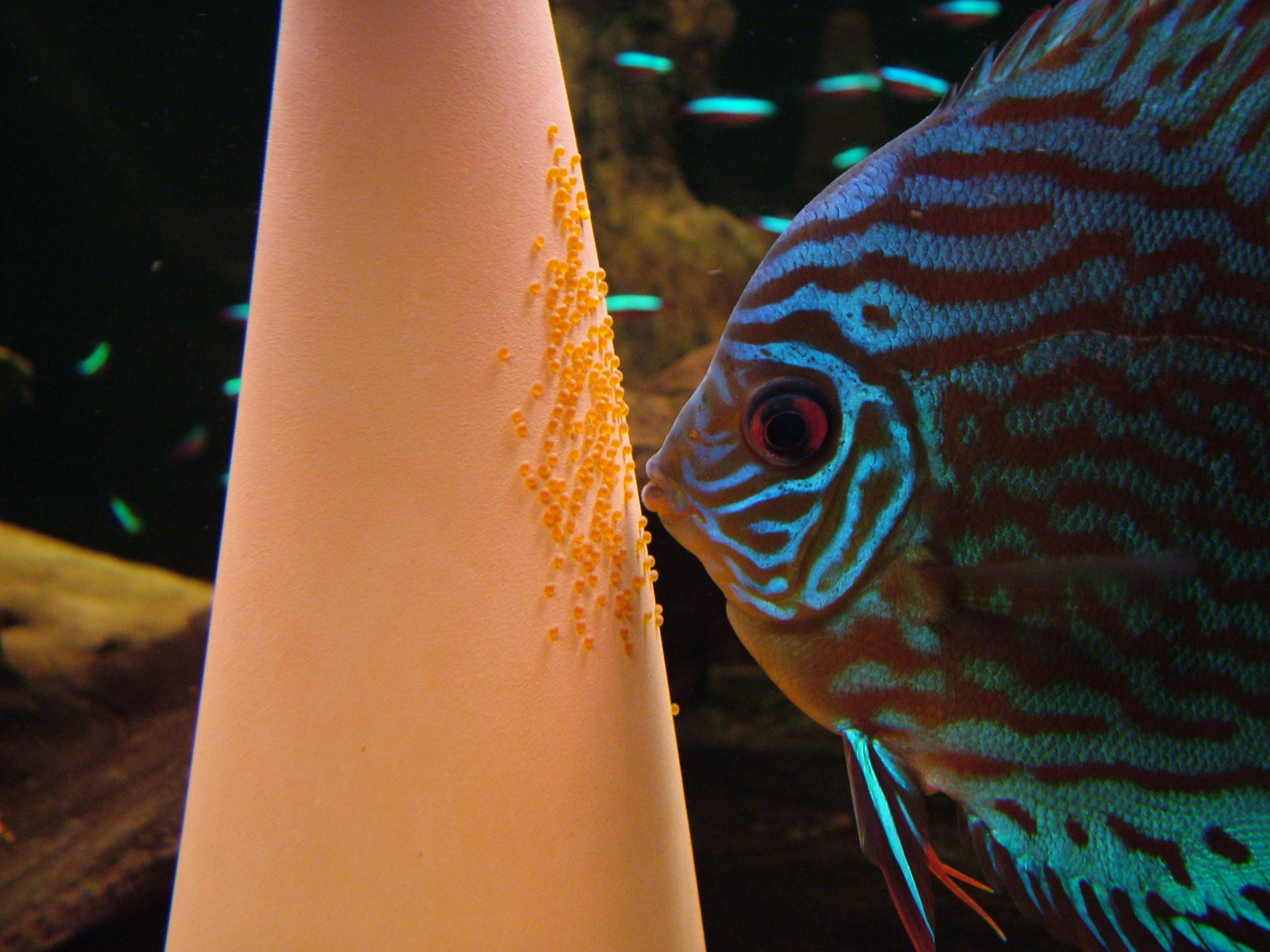
산란
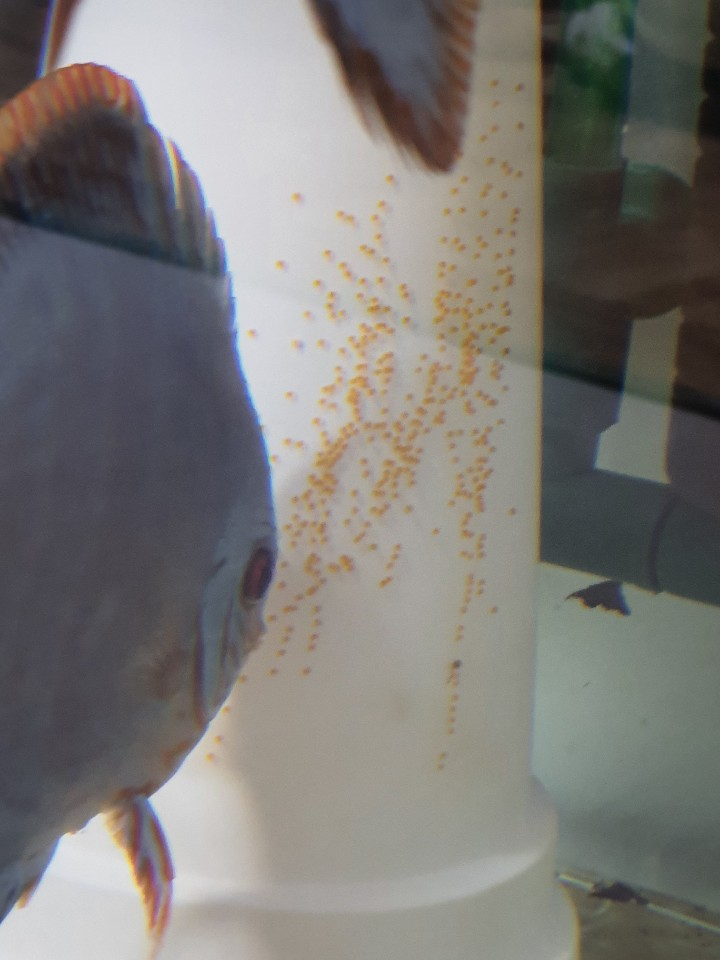
디스커스 산란
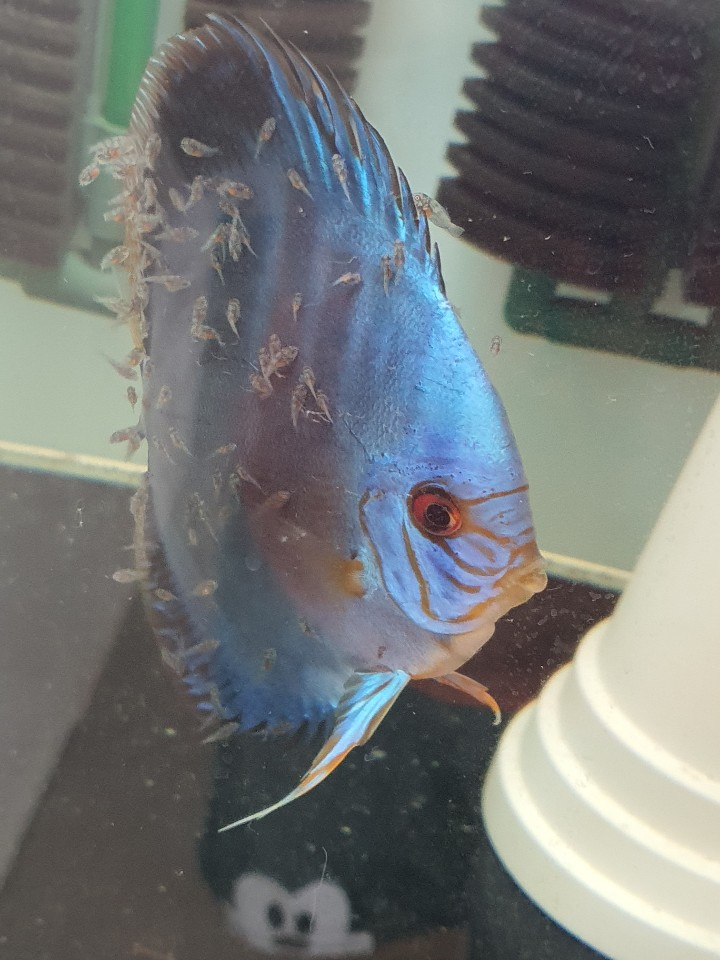
디스커스 체착
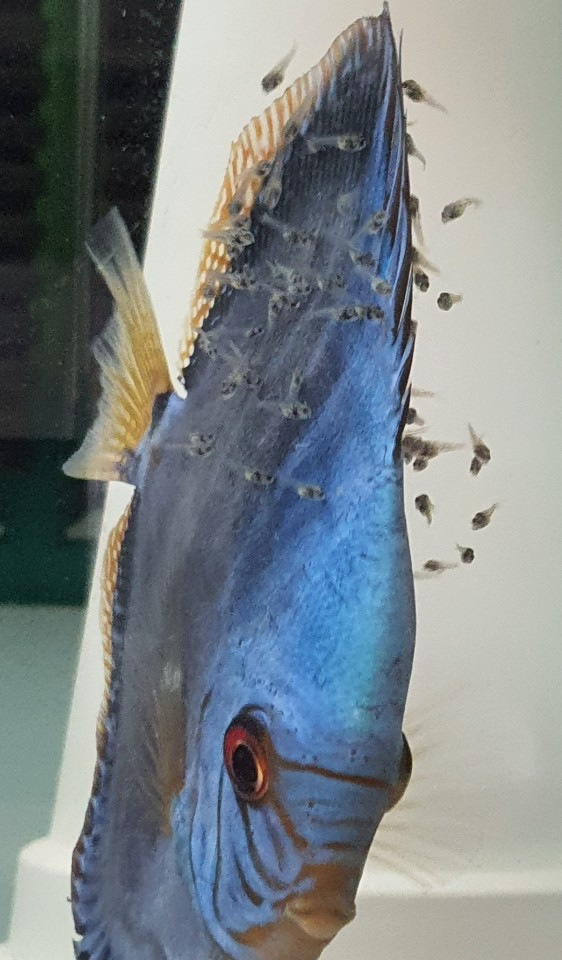
디스커스 체착
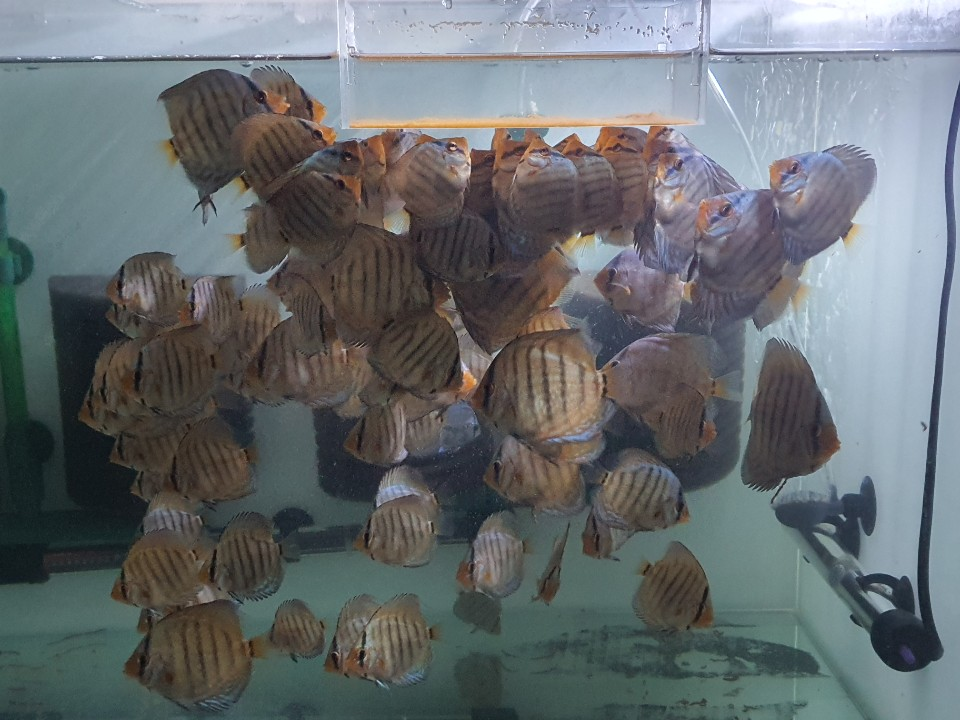
디스커스 치어 사육
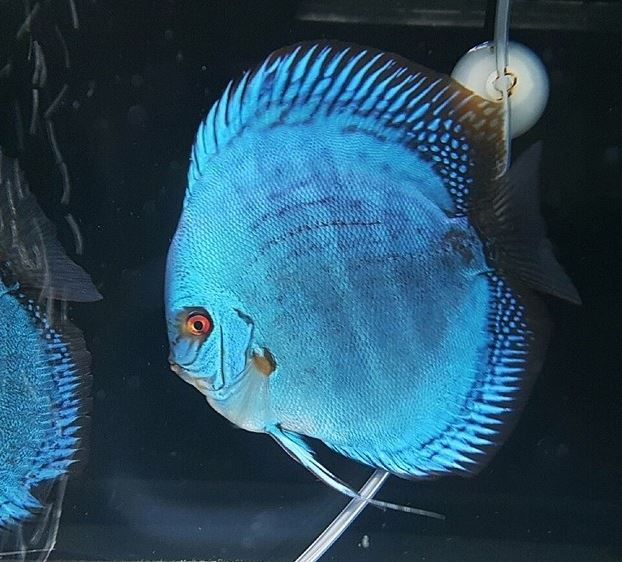
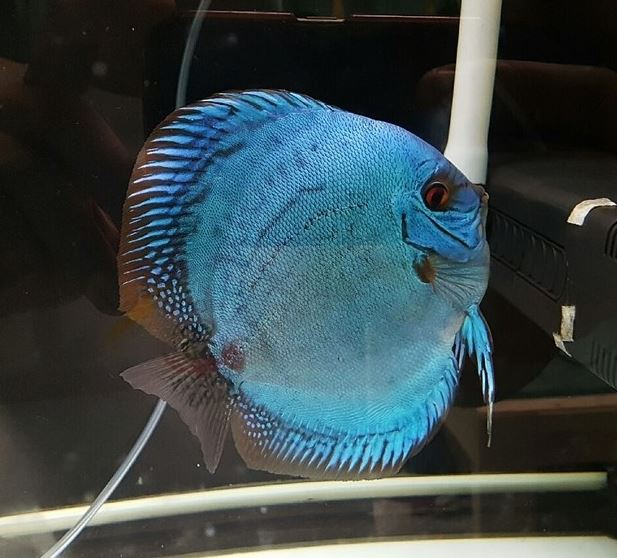